# Mendrisio
Mendrisio é uma comuna da Suíça, no Cantão Tessino, com cerca de 7.005 habitantes. Estende-se por uma área de 11,70 km², de densidade populacional de 599 hab/km². Confina com as seguintes comunas: Capolago, Castel San Pietro, Coldrerio, Genestrerio, Melano, Rancate, Riva San Vitale.
Pertence à rede das Cidades Cittaslow.
A língua oficial nesta comuna é o Italiano.